# 意林
《意林》，是中国大陆文摘类期刊，于2003年8月创刊，前身是1979年创刊的《春风》杂志。杂志在每月13日和28日发行。其中的文章分为“智慧札记”“心灵鸡汤”、“世间感动”“成功之钥”“人与社会”以及“生活之友”等几类。此外《意林》也推出了《意林·少年版》和《意林·原创版》等子刊。
杂志在2018年被评为2017年全国“百强报刊”。